# Công giáo tại Azerbaijan
Giáo hội Công giáo tại Azerbaijan là một phần của Giáo hội Công giáo Hoàn vũ, dưới sự lãnh đạo tinh thần của Giáo hoàng ở Vatican. Có khoảng 570 người Công giáo bản địa trong cả nước vào năm 2016. Azerbaijan được bao phủ hoàn toàn bởi một Hạt Phủ doãn Tông Tòa - Hạt Phủ doãn Tông Tòa Baku - kể từ năm 2011. Cộng đồng được phục vụ bởi bảy linh mục dòng Salesian và hai tu sĩ. Ngoài ra, có một phái đoàn của những người truyền giáo từ thiện.